# Randy Newman
Randy Newman, właściwie Randall Stuart Newman (ur. 28 listopada 1943 w Los Angeles) – amerykański kompozytor, wokalista, pianista i kompozytor muzyki filmowej.

## Dokonania
- 1995: stworzył utwór "You've Got a Friend in Me" (pol. "Ty Druha we Mnie Masz"), wykorzystany w filmie animowanym Toy Story
- 2000: wraz z Eltonem Johnem nagrał utwór „It's Tough To Be a God” na potrzeby animowanego filmu Droga do El Dorado
- stworzył główny motyw serialu Detektyw Monk, „It’s a Jungle Out There” oraz utwór pożegnalny w serialu – „When I'm Gone”, za które w latach 2004 i 2010 rok otrzymał nagrodę Emmy.
- wielokrotnie nominowany do Oscara (12 razy do 2007)

## Nagrody
Oscar
- 2002: za piosenkę „If I Didn't Have You” do filmu Potwory i spółka[1]
- 2011: za piosenkę „We Belong Together” do filmu Toy Story 3[2]

## Dyskografia (wybrana)
- 1968: Randy Newman
- 1970: 12 Songs
- 1972: Sail Away
- 1974: Good Old Boys
- 1977: Little Criminals
- 1979: Born Again
- 1983: Trouble in Paradise
- 1988: Land of Dreams
- 1995: Faust
- 1999: Bad Love
- 2003: The Randy Newman Songbook Vol. 1